# Bargau

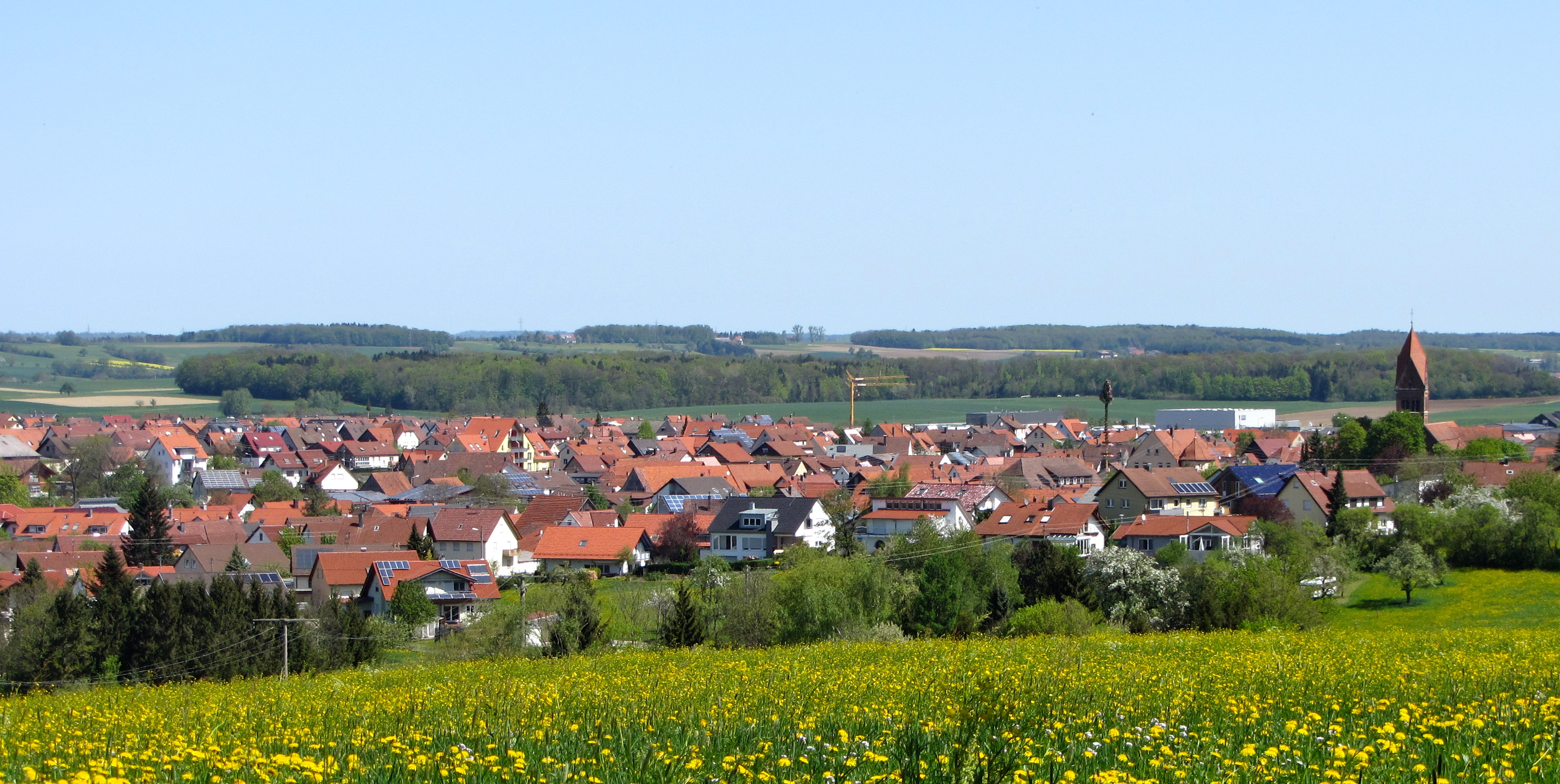
Blick über Bargau

Bargau ist ein Teilort von Schwäbisch Gmünd im Osten Baden-Württembergs, circa 60 km östlich von Stuttgart. Der Ort befindet sich auf einer Meereshöhe von 432 m und hat eine Fläche von etwa 850 ha. Das Dorf befindet sich im Vordergrund des Scheuelbergs (717 m), des Himmelreichs (698 m) und des Bargauer Horns (754 m). Vom Hohen Fels des Scheuelbergs aus hat man einen Ausblick auf das Land von den Limpurger Bergen mit dem spitzen Einkorn bis zum Schönenberg bei Ellwangen und dem bereits im Bayerischen liegenden Hesselberg. Die Ortschaft wird von Neubaugebieten umrandet, im südlichen Teil befinden sich Scheuelberghalle (1972–1974 erbaut) und -schule (1963–1975 erbaut), am östlichen Ende hat die C. & E. Fein GmbH ihren Unternehmenssitz eingerichtet.
Im Gegensatz zu Schwäbisch Gmünd ist das Dorf telefonisch über die Ortsvorwahl 07173 erreichbar. Seit Juni 2024 wird es von Ortsvorsteher Stefan Struzyna geleitet.

## Namensherkunft
Früher und auch noch bei den heutigen Bewohnern ist Bargau unter dem Namen „Bargen“ bekannt. Hinsichtlich des Namens gibt es mehrere Spekulationen. Am wahrscheinlichsten ist, dass der Name Bargau auf Bargheim zurückzuführen ist, denn die Namensänderung von heim auf en bzw. au kam im Ostalbkreis öfter vor (siehe Wetzgau, Welzheim). Namen von alemannischen Urdörfern um 500 und 600 enden oft auf -heim. Dies dürfte auch den Namen Bargau erklären.

## Umliegende Ortschaften
- Bettringen
- Böbingen an der Rems
- Buch
- Heubach
- Weiler in den Bergen
- Degenfeld
- Zimmern

## Geschichte
Bargau wurde erstmals 1340 als Bargen urkundlich erwähnt. 1544 ging der Besitz an Bargau von den Grafen von Rechberg an die Reichsstadt Schwäbisch Gmünd über. Mit ihr kam es 1802 zum Königreich Württemberg.
Das Alte Schulhaus wurde 1913 errichtet.
Am 1. Januar 1971 wurde Bargau in die Stadt Schwäbisch Gmünd eingegliedert.

## Wappen
| Wappen von Bargau | Blasonierung: „In Silber (Weiß) ein aufgerichteter roter Löwe, in seinen Vorderpranken eine blaue Pflugschar haltend.“ |
| Wappen von Bargau | Wappenbegründung: Das Wappen wurde 1956 vom Innenministerium Baden-Württemberg genehmigt. Der Löwe entstammt dem Wappen der früheren ortsansässigen Grafen von Rechberg. Die Pflugschar symbolisiert den landwirtschaftlichen Charakter des Ortes. |

## Religionen

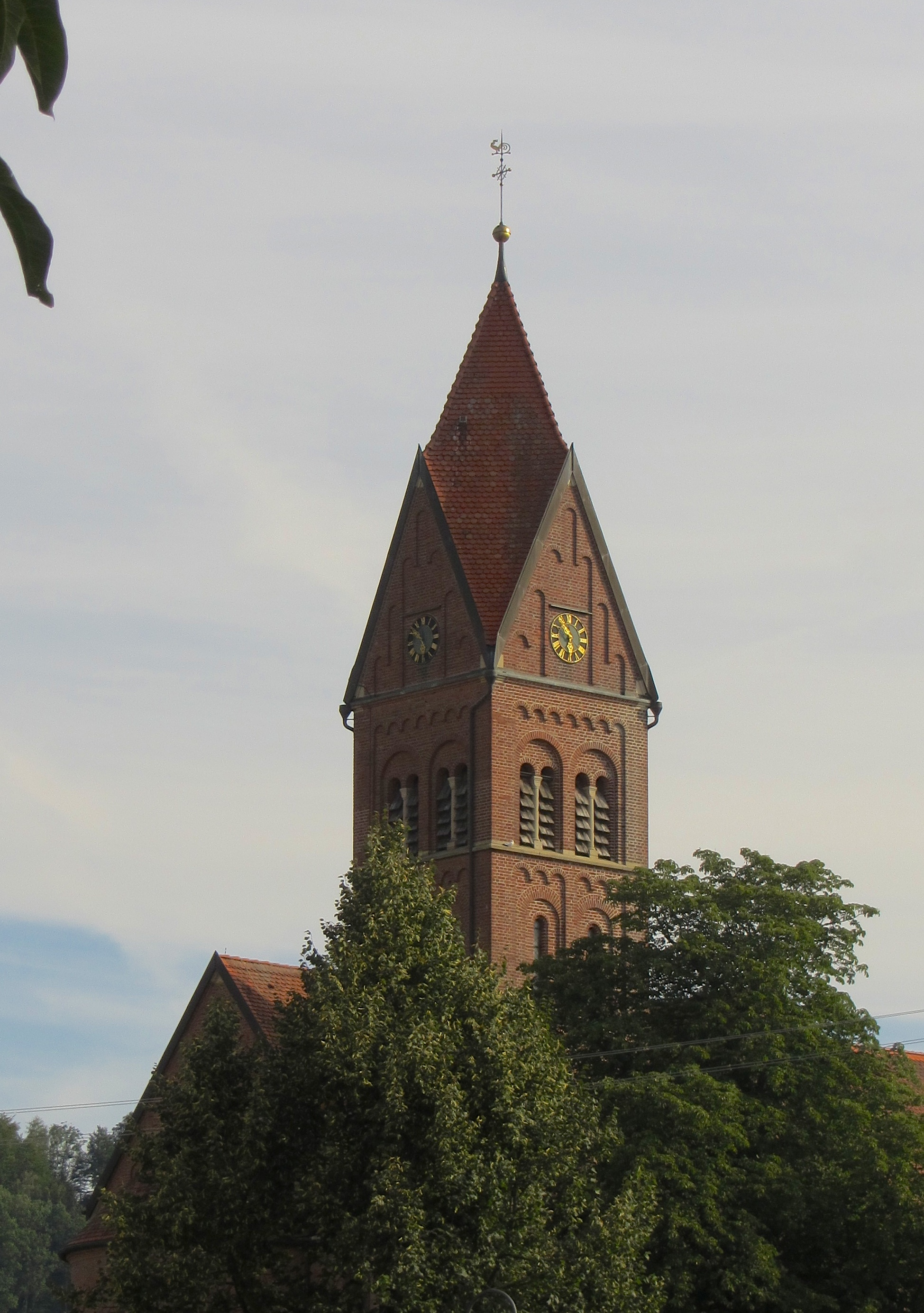
Die Jakobuskirche

Die katholische Kirchengemeinde hat das Patronat des Heiligen Jakobus und liegt am Fränkisch-Schwäbischen Jakobsweg, der vom Bargauer Friedhof nach Süden steil zur Hochfläche der Schwäbischen Alb nach Ulm und weiter nach Spanien führt. Ein Pilgerstempel ist am Friedhof zu finden.
Die Kirchengemeinde ist mit ihrer Jakobuskirche von 1911 Teil der Seelsorgeeinheit Unterm Bernhardus im Dekanat Ostalb. Die Kirchengemeinde hat ca. 2000 Mitglieder.

## Vereine in Bargau
Der Turnverein Bargau 1902 e. V. ist der größte Verein des Dorfes. Hauptsparten sind Handball, Turnen und Leichtathletik.
Der 1. FC Germania Bargau 1927 e. V. ist der zweitgrößte Verein des Ortes. Sparten sind Fußball, Skisport, Tennis und Volleyball.
Der Musikverein Bargau e. V. spielt seit 1925 konzertante Blasmusik und umrahmt weltliche und kirchliche Feiern. Er hat die Abteilungen Blasorchester, Jugendkapelle, Akkordeonorchester, Alb Sound Combo, Hajec Bloas und Choreros.
Am Ortsrand hat der Kleintierzuchtverein Bargau Z382 e. V. sein Vereinsheim und seine Zuchtanlage, teils mit extrem gefährdeten Hühnerrassen (Krüper,  Lakenfelder Huhn und Deutscher Sperber). Der Verein existiert seit 1959.
Der Deutsche Rotes Kreuz Ortsverein Bargau stellt in und um Bargau bei Festen und Veranstaltungen den Sanitätsdienste. Ebenfalls organisieren sie zweimal im Jahr eine Blutspendenaktion in der Fein Halle. Geübt wird mehrmals im Monat im Feuerwehrhaus in Bargau. Gegründet wurde der DRK-Ortsverein 1951.

## Unternehmen in Bargau
Die Firma C. & E. Fein GmbH ist seit 1949 in Bargau ansässig. Sie ist größter Arbeitgeber im Ort. Im Jahr 2007 wurde der Stammsitz von Stuttgart nach Bargau verlegt.

## Trivia
Bargau gewann im Rahmen des Sechs-Tage-Radios von SDR 3 sowohl 1990, 1991 als auch 1995 den Titel Wildester Ort im wilden Süden. Dabei trat der Ort in verschiedenen Aufgaben an: Es wurden 909 Planschbecken aufgestellt, in denen Menschen badeten, eine 22 Kilometer lange Wäscheleine mit Wäsche behängt, 403 Autos nach Christo-Art verpackt und es traten 822 Männer öffentlich in Dessous auf.